# Igreja de Nossa Senhora da Assunção (Cascais)

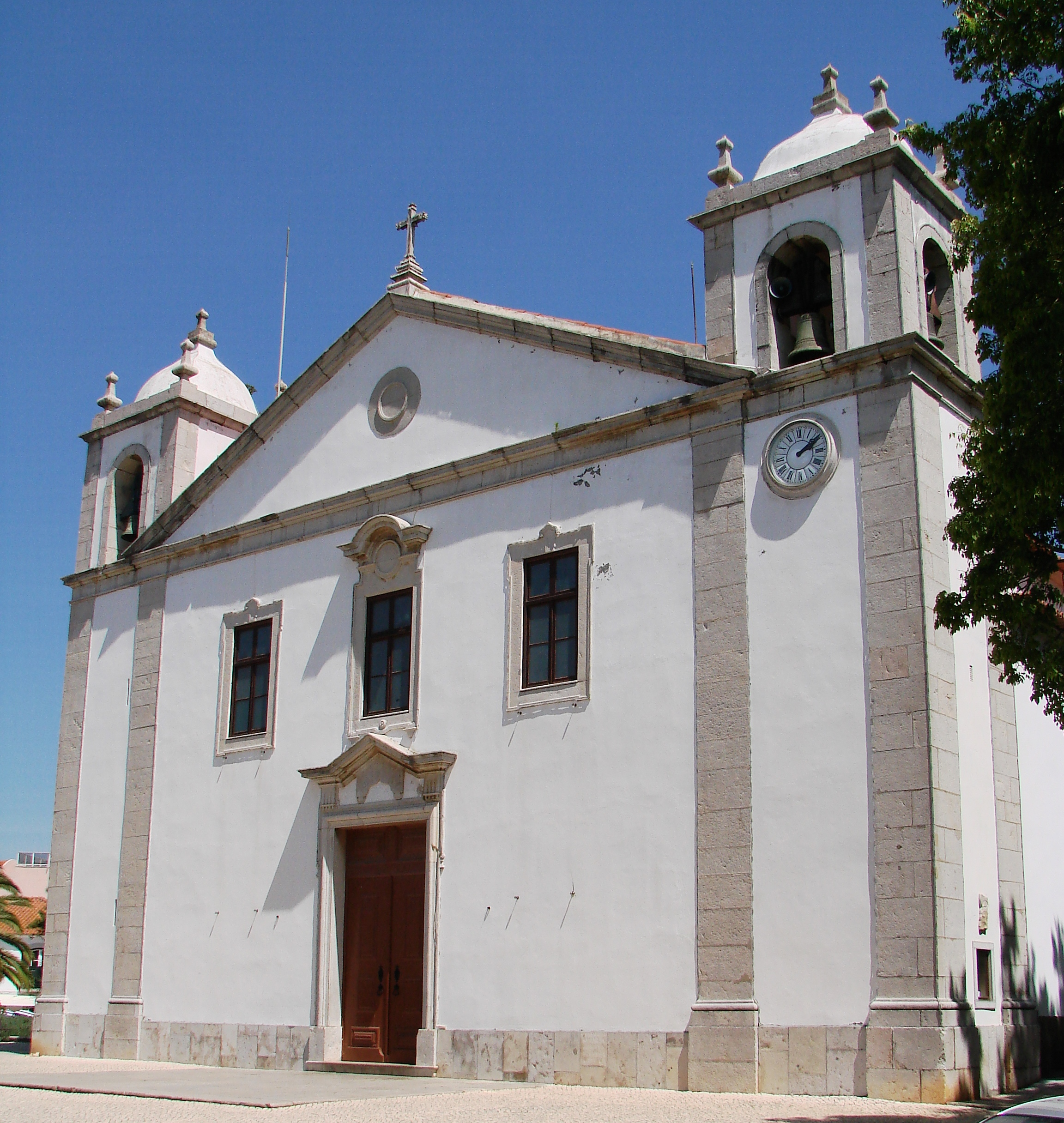
Igreja Matriz de Nossa Senhora da Assunção, em Cascais.

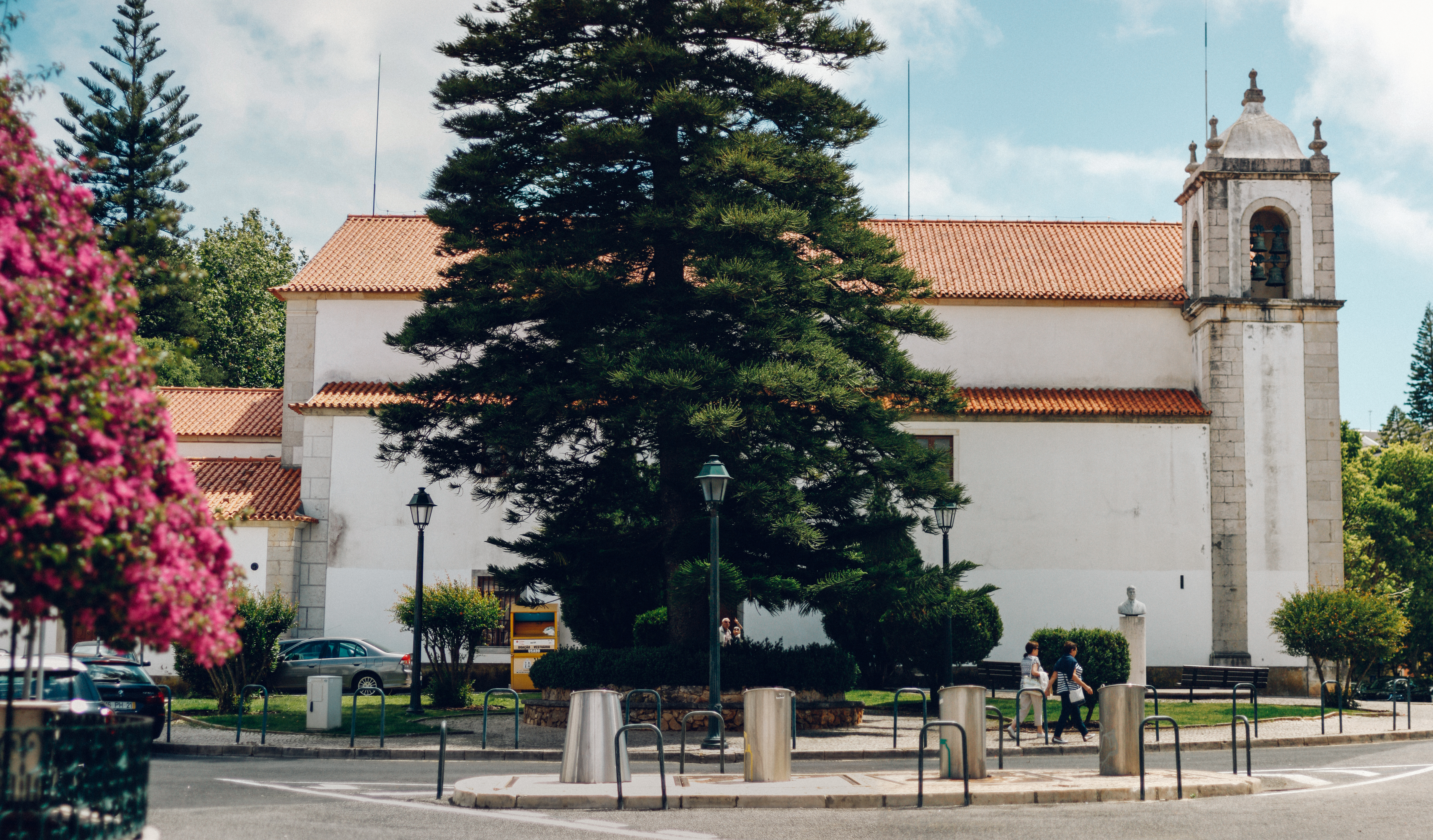
Vista lateral da Igreja de Nossa Senhora da Assunção, em Cascais.

A Igreja de Nossa Senhora da Assunção (ou Igreja Matriz de Cascais) é uma igreja localizada na freguesia de Cascais, distrito de Lisboa, em Portugal. Ergue-se nas imediações da Cidadela de Cascais e do antigo Convento de Nossa Senhora da Piedade.

## História

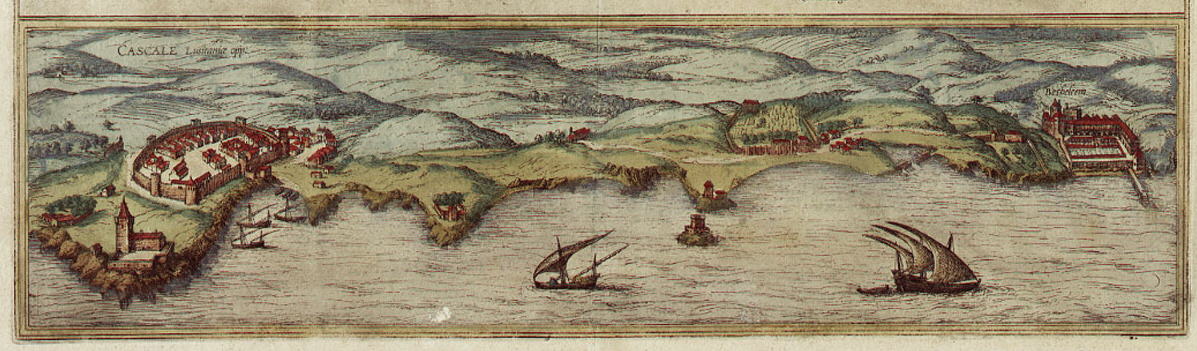
"Cascale" (Georg Braun; Frans Hogenberg, "Civitates Orbis Terrarum", 1572 (ed. de 1593).

Este templo é muito antigo, encontrando-se assinalado na gravura de Cascais na obra "Civitates Orbis Terrarum" (1572).
Em 1671, em virtude de uma campanha de obras de restauro e beneficiação, o culto terá passado para a capela do Socorro - antecedente da atual Igreja dos Navegantes. O templo foi reaberto ao público em 21 de dezembro de 1681.
O terramoto de 1755 causou extensos danos à igreja, nomeadamente na zona da fachada e do coro-alto, impedindo o seu normal funcionamento. O culto passou a ser celebrado então na capela de Nossa Senhora da Nazaré – na antiga Casa dos Falcões. Na ocasião tendo sido também destruída a Igreja da Ressurreição de Cristo, situada à entrada da vila, foi constituída uma única freguesia englobando as duas anteriormente existentes, tendo a paroquial aglutinado os dois nomes – Paróquia de Nossa Senhora da Assunção e Ressurreição.
As novas obras de recuperação do templo prolongaram-se até ao século XX, datando a mais recente campanha do biénio 2009-2010. Culminando esta, a 15 de maio de 2010 foi inaugurada, no Largo junto à igreja, uma escultura do Papa João Paulo II, da autoria de Alves André.

## Características
A igreja apresenta planta longitudinal, com linhas sóbrias. A fachada principal, voltada a oeste, é composta por 3 corpos separados por pilastras de cantaria. O corpo principal é rasgado por um portal de verga reta com um ático triangular e 3 janelões, iluminando o coro-alto, o central diferenciando-se pelo remate em verga curva destacada. As duas torres sineiras laterais, de seção quadrada, são rematadas por cobertura piramidal.
O interior do templo é amplo e claro, com uma componente ornamental muito rica, articulando o revestimento azulejar com a talha dourada e pintura.
Logo à entrada do lado direito, o batistério apresenta as paredes e a abóbada revestidas de azulejos policrómicos de motivos geométricos, um painel de azulejos com a representação de São Pedro na parede frontal e a pia baptismal em pedra, circular, decorada com estrias.
O coro-alto, adossado à face interna da fachada, apresenta guarda em balaustrada de madeira assente em amplo arco abatido e cobertura em abóbada de aresta.
A nave tem cobertura em abóbada de berço com uma pintura no medalhão central com a Assunção de Nossa Senhora, da autoria de José Malhoa, do início do século XX.
Tem quatro altares laterais em talha dourada no chamado "estilo nacional".
Do lado direito o altar de São Miguel, da irmandade de São Miguel e Almas. O frontal, datável de cerca de 1640, posto a descoberto durante as obras de restauro do interior entre 1969 e 1973, é notável pela riqueza da composição. Apresenta no plano central três pequenas figuras: São Miguel ao centro numa moldura retangular, ladeado por dois medalhões com Almas do Purgatório. A capela do Santíssimo Sacramento apresenta um retábulo em talha dourada e marmoreada com uma Última Ceia do século XVIII da autoria de Pedro Alexandrino. A grade de madeira entalhada, peça de carpintaria portuguesa, é notável pelo desenho e talha dourada.
Do lado esquerdo, o altar de Nossa Senhora do Carmo e o altar de São Pedro com uma escultura de São Pedro na Cátedra, de grandes dimensões, em madeira estofada do século XVII.
As paredes da nave estão revestidas com painéis de azulejo historiados datados na sua maioria de 1720, com uma composição ornamental de albarradas no registo inferior. Representam cenas da vida de Nossa Senhora, sendo do lado esquerdo, o Nascimento da Virgem, a Apresentação de Nossa Senhora no Templo e Os Esponsais da Virgem. Do lado direito, seguem-se A Anunciação e O Nascimento de Jesus. O último painel, Juízo Final, é mais recente – 1908 - da autoria de Pereira Cão.